# Blood Sugar Sex Magik Tour
Blood Sugar Sex Magik Tour — концертный тур группы Red Hot Chili Peppers, который был организован в поддержку альбома Blood Sugar Sex Magik. Это было самое большое турне коллектива на тот момент. В мае 1992 года — прямо по ходу гастролей, гитарист Джон Фрушанте решил уйти из группы, он был заменён Эриком Маршаллом и тур был продолжен.

## О турне
После многих лет напряжённых гастролей и формирования постоянной фан-базы, „Перцы“, начали стремительно набирать популярность с выходом пластинки Mother's Milk. Их песни получали всё бо́льшую ротацию на телевидении и радио, что открывало группу для широкой аудитории. С ростом популярности появился интерес от различных мейджор-лейблов, «Перцев» желали видеть под «своим крылом» многие фирмы звукозаписи, но в итоге, музыканты решили подписать контракт с Warner Bros.. В 1991 году был записан альбом Blood Sugar Sex Magik, все кто принимал участие в его создание понимали, что этот альбом «обречён стать хитом», это было очевидно после выхода первого сингла — «Give It Away», еще более успешным оказался второй — «Under the Bridge». Обе песни пользовались большой популярностью на телевидении и радио, а группа собирала аншлаговые концерты, почти в каждом городе где они выступали. Первые шоу этого турне были очень запоминающимся не только для группы, но в целом для альтернативного рока. „Перцы“ приглашали к себе «на разогрев»: Pearl Jam, Nirvana и Smashing Pumpkins, к концу года все эти группы стали звёздами альтернативной рок-сцены, их материал постоянно звучал на музыкальном телевидении и радио.
В этот период, дела группы складывались как нельзя лучше, однако, между Энтони Кидисом и Джоном Фрушанте возник конфликт. „Перцы“ были приглашены выступить на шоу Saturday Night Live, однако, по словам Кидиса, Фрушанте решил саботировать выступление — он играл невпопад и не попадал в ноты. Фрушанте полностью отрицал это, но в течение следующих нескольких месяцев напряжённая атмосфера лишь продолжала нарастать. Кроме того, теперь Фрушанте отказывался выступать «на разогреве»: например, на совместном шоу с группой Nirvana, (хотя, в одно время он утверждал, что был их фанатом) из-за своей принципиальной поззиции и упрямства, гитарист счёл, что он не должен тратить на это время. Годы спустя Фрушанте объяснил, что виной всему была его «незрелость», он выразил сожаление по поводу эгоистичного отношения к своей группой и пренебрежения к выступлениям  «на разогреве».
К тому времени, когда группа прибыла в Японию, проблемы внутри коллектива были очевидны. Все стало настолько плохо, что Фрушанте начал избегать остальных участников группы — за сценой он общался только со своей подругой, тогда же он пристрастился к наркотикам. 7 мая 1992 года, Фрушанте сообщил менеджеру — Линди Гетцу, что он покидает группу. Гетц проинформировал об этом его коллег и они уговорили Фрушанте отыграть с ними последний концерт, позже, они назвали его одним из самых худших в их карьере. „Перцы“ были вынуждены отменить оставшуюся часть японского тура. В скором порядке, они начали искать замену своему бывшему гитаристу, они отправили предложения нескольким музыкантам, в том числе Дэйву Наварро, группа которого — Jane's Addiction, недавно распалась. Наварро отклонил предложение (кроме фактора прекращения существования JA, в числе причин были проблемы «тяжелыми» наркотиками), однако, в итоге, присоединился к ним год спустя. Группа перелетела в Австралию (где должна была пройти следующая часть турне), с целью прослушать гитариста Зендера Шлосса, однако его через несколько дней совместной практики, музыкантам стало очевидно, что между ними не было «химии», и они решили отменить австралийскую часть гастролей. В июне, группа наняла гитариста Эрика Маршалла, их первое совместное выступление состоялось 4 июля 1992 года. Маршалл выступал с группой на протяжении всего лета — „Перцы“ были хедлайнерами на фестивале Lollapalooza (1992 год), который дал дополнительно дал стимул продажам альбома, и ещё больше увеличил популярность группы. Маршалл оставался «в обойме» до окончания тура, среди оставшихся шоу были — выступления на различных церемониях и несколько концертов в Европе. После окончания гастролей, „Перцы“ попытались начать писать материал для нового альбома, однако, вскоре музыкантам стало понятно, что между ними и Маршаллом «отсутствует химия», и он был уволен. На короткое время в группу был приглашён гитарист Джесс Тобиас, но в итоге, он был заменён на Дэйва Наварро в 1993 году.

## Концертный состав
- Энтони Кидис — вокал, вторая гитара на «Give It Away»
- Фли — бас-гитара, бэк-вокал
- Джон Фрушанте — гитара, бэк-вокал (24 января 1991 — 7 мая 1992)
- Чад Смит — ударные
- Эрик Маршалл — гитара, бэк-вокал (4 июля 1992 — 24 февраля 1993)

## Список концертов
| Дата | Город                 | Страна                    | Конц. площадка                    |
| Концерты на разогреве | Концерты на разогреве | Концерты на разогреве     | Концерты на разогреве             |
| --- | --------------------- | ------------------------- | --------------------------------- |
| 24 января 1991 | Лос-Анджелес          | Соединённые Штаты Америки | City Hall                         |
| 1 февраля 1991 | Нью-Йорк              | Соединённые Штаты Америки | The China Club                    |
| 8 февраля 1991 | Гонолулу              | Соединённые Штаты Америки | Aloha Tower                       |
| 9 февраля 1991 | Гонолулу              | Соединённые Штаты Америки | Aloha Tower                       |
| 18 апреля 1991 | Лос-Анджелес          | Соединённые Штаты Америки | Hollywood Palladium               |
| 27 сентября 1991 | Лос-Анджелес          | Соединённые Штаты Америки | Music Machine                     |
| Северная Америка (первый раз) |                       |                           |                                   |
| 16 октября 1991 | Мэдисон               | Соединённые Штаты Америки | Oscar Mayer Theater               |
| 17 октября 1991 | Де-Калб               | Соединённые Штаты Америки | Duke Ellington Ballroom           |
| 19 октября 1991 | Эймс                  | Соединённые Штаты Америки | Stephens Auditorium               |
| 20 октября 1991 | Омаха                 | Соединённые Штаты Америки | Peony Park                        |
| 22 октября 1991 | Милуоки               | Соединённые Штаты Америки | Central Park Ballroom             |
| 23 октября 1991 | Ист-Лансинг           | Соединённые Штаты Америки | M.S.U. Auditorium                 |
| 25 октября 1991 | Питтсбург             | Соединённые Штаты Америки | A. J. Palumbo Center              |
| 26 октября 1991 | Кливленд              | Соединённые Штаты Америки | Public Auditorium                 |
| 27 октября 1991 | Рочестер              | Соединённые Штаты Америки | Auditorium Theatre                |
| 29 октября 1991 | Торонто               | Канада                    | Concert Hall                      |
| 30 октября 1991 | Торонто               | Канада                    | Concert Hall                      |
| 1 ноября 1991 | Бостон                | Соединённые Штаты Америки | Walter Brown Arena                |
| 2 ноября 1991 | Берлингтон            | Соединённые Штаты Америки | Memorial Auditorium               |
| 3 ноября 1991 | Спрингфилд            | Соединённые Штаты Америки | Springfield Civic Center          |
| 5 ноября 1991 | Трой                  | Соединённые Штаты Америки | Houston Field House               |
| 7 ноября 1991 | Сиракьюс              | Соединённые Штаты Америки | Landmark Theatre                  |
| 8 ноября 1991 | Аппер-Дарби           | Соединённые Штаты Америки | Tower Theater                     |
| 9 ноября 1991 | Вашингтон             | Соединённые Штаты Америки | Bender Arena                      |
| 11 ноября 1991 | Нью-Йорк              | Соединённые Штаты Америки | Roseland Ballroom                 |
| 12 ноября 1991 | Нью-Йорк              | Соединённые Штаты Америки | Roseland Ballroom                 |
| 13 ноября 1991 | Уорик                 | Соединённые Штаты Америки | Rocky Point Palladium             |
| 15 ноября 1991 | Нью-Йорк              | Соединённые Штаты Америки | Roseland Ballroom                 |
| 16 ноября 1991 | Нью-Йорк              | Соединённые Штаты Америки | Roseland Ballroom                 |
| 17 ноября 1991 | Стейт-Колледж         | Соединённые Штаты Америки | Rec Hall                          |
| 19 ноября 1991 | Колумбус              | Соединённые Штаты Америки | Veterans Memorial Auditorium      |
| 20 ноября 1991 | Каламазу              | Соединённые Штаты Америки | Kalamazoo State Theater           |
| 22 ноября 1991 | Детройт               | Соединённые Штаты Америки | The State Theatre                 |
| 23 ноября 1991 | Детройт               | Соединённые Штаты Америки | The State Theatre                 |
| 24 ноября 1991 | Индианаполис          | Соединённые Штаты Америки | Indiana Convention Center         |
| 26 ноября 1991 | Нормал                | Соединённые Штаты Америки | Redbird Arena                     |
| 27 ноября 1991 | Цинциннати            | Соединённые Штаты Америки | Cincinnati Gardens                |
| 29 ноября 1991 | Чикаго                | Соединённые Штаты Америки | Veterans Memorial                 |
| 30 ноября 1991 | Сент-Пол              | Соединённые Штаты Америки | Roy Wilkins Auditorium            |
| 2 декабря 1991 | Сент-Луис             | Соединённые Штаты Америки | American Theater                  |
| 3 декабря 1991 | Сент-Луис             | Соединённые Штаты Америки | American Theater                  |
| 4 декабря 1991 | Канзас-Сити           | Соединённые Штаты Америки | Soldiers and Sailors Memorial     |
| 6 декабря 1991 | Новый Орлеан          | Соединённые Штаты Америки | Municipal Auditorium              |
| 7 декабря 1991 | Хьюстон               | Соединённые Штаты Америки | The Unicorn                       |
| 8 декабря 1991 | Остин                 | Соединённые Штаты Америки | City Coliseum                     |
| 11 декабря 1991 | Даллас                | Соединённые Штаты Америки | Bronco Bowl                       |
| 12 декабря 1991 | Норман                | Соединённые Штаты Америки | Hollywood Theater                 |
| 14 декабря 1991 | Денвер                | Соединённые Штаты Америки | Denver Coliseum                   |
| 27 декабря 1991 | Лос-Анджелес          | Соединённые Штаты Америки | Los Angeles Memorial Sports Arena |
| 28 декабря 1991 | Сан-Диего             | Соединённые Штаты Америки | O’Brien Pavilion                  |
| 29 декабря 1991 | Темпе                 | Соединённые Штаты Америки | ASU Activity Center               |
| 31 декабря 1991 | Сан-Франциско         | Соединённые Штаты Америки | MTV Studios                       |
| 31 декабря 1991 | Дейли-Сити            | Соединённые Штаты Америки | Cow Palace                        |
| 2 января 1992 | Сейлем                | Соединённые Штаты Америки | Salem Armory                      |
| 3 января 1992 | Сиэтл                 | Соединённые Штаты Америки | Seattle Center Coliseum           |
| 4 января 1992 | Ванкувер              | Канада                    | Pacific Coliseum                  |
| Европа Музыканты в шутку прозвали эту часть турне: «Меньше шлюх — больше музеев» (англ. «Less Whores More Museums Tour»). 4 апреля состоялся последний концерт с Джоном Фрушанте. |                       |                           |                                   |
| 1 февраля 1992 | Сиэтл                 | Соединённые Штаты Америки | Seattle Center Coliseum           |
| 2 февраля 1992 | Ванкувер              | Канада                    | Pacific Coliseum                  |
| 3 февраля 1992 | Ванкувер              | Канада                    | Pacific Coliseum                  |
| 11 февраля 1992 | Роттердам             | Нидерланды                | Ahoy Rotterdam                    |
| 12 февраля 1992 | Гамбург               | Германия                  | Docks                             |
| 13 февраля 1992 | Гамбург               | Германия                  | Docks                             |
| 15 февраля 1992 | Брюссель              | Бельгия                   | Deinze                            |
| 16 февраля 1992 | Париж                 | Франция                   | Le Zénith                         |
| 22 февраля 1992 | Нью-Йорк              | Соединённые Штаты Америки | Saturday Night Live               |
| 25 февраля 1992 | Мюнхен                | Германия                  | Theaterfabrik                     |
| 26 февраля 1992 | Мюнхен                | Германия                  | Theaterfabrik                     |
| 27 февраля 1992 | Франкфурт             | Германия                  | Kongresshalle                     |
| 29 февраля 1992 | Париж                 | Франция                   | Pavilion Gabriel                  |
| 1 марта 1992 | Милан                 | Италия                    | Palatrussardi                     |
| 4 марта 1992 | Бирмингем             | Англия                    | Hummingbird                       |
| 5 марта 1992 | Ливерпуль             | Англия                    | Royal Court Theatre               |
| 7 марта 1992 | Дублин                | Ирландия                  | SFX City Theatre                  |
| 8 марта 1992 | Белфаст               | Северная Ирландия         | Ulster Hall                       |
| 10 марта 1992 | Глазго                | Шотландия                 | Barrowland Ballroom               |
| 11 марта 1992 | Манчестер             | Англия                    | Carling Academy                   |
| 13 марта 1992 | Лондон                | Англия                    | Brixton Academy                   |
| 14 марта 1992 | Лондон                | Англия                    | Brixton Academy                   |
| 16 марта 1992 | Билефельд             | Германия                  | PC69                              |
| 18 марта 1992 | Людвигсбург           | Германия                  | Forum Am Schlosspark              |
| 19 марта 1992 | Дюссельдорф           | Германия                  | Philipshalle                      |
| 20 марта 1992 | Ноймаркт              | Германия                  | Jurahalle                         |
| 22 марта 1992 | Берлин                | Германия                  | Die Halle                         |
| 25 марта 1992 | Познань               | Польша                    | Hala Arena                        |
| 26 марта 1992 | Варшава               | Польша                    | 10th-Anniversary Stadium          |
| 4 апреля 1992 | Лос-Анджелес          | Соединённые Штаты Америки | Hollywood Palladium               |
| Япония 7 мая (после выступления), Джон Фрушанте уходит из группы — два оставшихся концерта были отменены. Группа отправляется в Австралию, чтобы прослушать Зендера Шлосса. В итоге, музыканты решают, что им не подходит этот гитарист и отменяют все запланированные в Австралии концерты, которые должны были пройти после японской части турне. |                       |                           |                                   |
| 1 мая 1992 | Иокогама              | Япония                    | Yokohama Cultural Gymnasium       |
| 3 мая 1992 | Осака                 | Япония                    | Moda Hall                         |
| 4 мая 1992 | Осака                 | Япония                    | Moda Hall                         |
| 6 мая 1992 | Нагоя                 | Япония                    | Diamond Hall                      |
| 7 мая 1992 | Сайтама               | Япония                    | Sonic City                        |
| 8 мая 1992 | Токио                 | Япония                    | Shibuya Public Hall (ОТМЕНЁН)     |
| 10 мая 1992 | Киото                 | Япония                    | Kyoto Memorial Hall (ОТМЕНЁН)     |
| Северная Америка (второй раз) — фестиваль Lollapalooza Группа взяла небольшой перерыв после ухода Фрушанте, и наняла нового гитариста — Эрика Маршалла. |                       |                           |                                   |
| 4 июля 1992 | Верхтер               | Бельгия                   | Rock Werchter                     |
| 5 июля 1992 | Верхтер               | Бельгия                   | Rock Werchter                     |
| 18 июля 1992 | Маунтин-Вью           | Соединённые Штаты Америки | Shoreline Amphitheatre            |
| 19 июля 1992 | Маунтин-Вью           | Соединённые Штаты Америки | Shoreline Amphitheatre            |
| 21 июля 1992 | Ванкувер              | Канада                    | UBC Field                         |
| 22 июля 1992 | Бремертон             | Соединённые Штаты Америки | Kitsap County Fairgrounds         |
| 25 июля 1992 | Гринвуд-Виллидж       | Соединённые Штаты Америки | Fiddler's Green Amphitheatre      |
| 27 июля 1992 | Мэриленд-Хайтс        | Соединённые Штаты Америки | Riverport Amphitheater            |
| 28 июля 1992 | Цинциннати            | Соединённые Штаты Америки | Riverbend Music Center            |
| 29 июля 1992 | Каяхога-Фолс          | Соединённые Штаты Америки | Blossom Music Center              |
| 31 июля 1992 | Кларкстон             | Соединённые Штаты Америки | Pine Knob Amphitheatre            |
| 1 августа 1992 | Кларкстон             | Соединённые Штаты Америки | Pine Knob Amphitheatre            |
| 2 августа 1992 | Тинли-Парк            | Соединённые Штаты Америки | World Amphitheater                |
| 4 августа 1992 | Детройт               | Соединённые Штаты Америки | Saratoga Performing Arts Center   |
| 5 августа 1992 | Торонто               | Канада                    | Molson Amphitheatre               |
| 7 августа 1992 | Мэнсфилд              | Соединённые Штаты Америки | Great Woods                       |
| 8 августа 1992 | Мэнсфилд              | Соединённые Штаты Америки | Great Woods                       |
| 9 августа 1992 | Уанто                 | Соединённые Штаты Америки | Nikon at Jones Beach Theater      |
| 11 августа 1992 | Уанто                 | Соединённые Штаты Америки | Nikon at Jones Beach Theater      |
| 12 августа 1992 | Станхоп               | Соединённые Штаты Америки | Waterloo Village                  |
| 14 августа 1992 | Рестон                | Соединённые Штаты Америки | Lake Fairfax Park                 |
| 16 августа 1992 | Берджетстаун          | Соединённые Штаты Америки | Starlake Amphitheater             |
| 18 августа 1992 | Роли                  | Соединённые Штаты Америки | Walnut Creek Amphitheater         |
| 20 августа 1992 | Атланта               | Соединённые Штаты Америки | Lakewood Amphitheater             |
| 22 августа 1992 | Майами                | Соединённые Штаты Америки | Bicentennial Park                 |
| 23 августа 1992 | Орландо               | Соединённые Штаты Америки | Central Fairgrounds               |
| 25 августа 1992 | Шарлотт               | Соединённые Штаты Америки | Blockbuster Pavilion              |
| 28 августа 1992 | Миннеаполис           | Соединённые Штаты Америки | Harriet Island Pavilion           |
| 29 августа 1992 | Ист-Трой              | Соединённые Штаты Америки | Alpine Valley Music Theatre       |
| 1 сентября 1992 | Атланта               | Соединённые Штаты Америки | Lakewood Amphitheater             |
| 4 сентября 1992 | Новый Орлеан          | Соединённые Штаты Америки | UNO Soccer Field                  |
| 5 сентября 1992 | Хьюстон               | Соединённые Штаты Америки | Ft. Bend County Fairgrounds       |
| 6 сентября 1992 | Даллас                | Соединённые Штаты Америки | Starplex Amphitheatre             |
| 8 сентября 1992 | Финикс                | Соединённые Штаты Америки | Desert Sky Pavilion               |
| 9 сентября 1992 | Лос-Анджелес          | Соединённые Штаты Америки | MTV Video Music Awards            |
| 11 сентября 1992 | Ирвайн                | Соединённые Штаты Америки | Irvine Meadows                    |
| 12 сентября 1992 | Ирвайн                | Соединённые Штаты Америки | Irvine Meadows                    |
| 13 сентября 1992 | Ирвайн                | Соединённые Штаты Америки | Irvine Meadows                    |
| 27 сентября 1992 | Лос-Анджелес          | Соединённые Штаты Америки | Hollywood Palladium               |
| Австралия/Новая Зеландия |                       |                           |                                   |
| 6 октября 1992 | Брисбен               | Австралия                 | Brisbane Entertainment Centre     |
| 7 октября 1992 | Брисбен               | Австралия                 | Brisbane Entertainment Centre     |
| 9 октября 1992 | Сидней                | Австралия                 | Sydney Entertainment Centre       |
| 10 октября 1992 | Сидней                | Австралия                 | Sydney Entertainment Centre       |
| 13 октября 1992 | Сидней                | Австралия                 | Sydney Entertainment Centre       |
| 15 октября 1992 | Аделаида              | Австралия                 | Adelaide Entertainment Centre     |
| 17 октября 1992 | Перт                  | Австралия                 | Perth Entertainment Centre        |
| 20 октября 1992 | Мельбурн              | Австралия                 | Festival Hall                     |
| 21 октября 1992 | Мельбурн              | Австралия                 | Festival Hall                     |
| 27 октября 1992 | Веллингтон            | Новая Зеландия            | Winter Show Buildings             |
| 28 октября 1992 | Окленд                | Новая Зеландия            | Mt Smart Stadium Supertop         |
| Концерты 1993 года 24 февраля состоялось последнее выступление группы с Ариком Маршаллом, на церемонии «Грэмми». Вместе с «Перцами» на сцене выступил Джордж Клинтон и его группа P-Funk All Stars — они исполнили песню «Give It Away». Музыканты были вынуждены взять паузу и отменить оставшиеся концерты, связи с выявлением у Фли синдрома хронической усталости. Маршалл был уволен, ненадолго его место занял Джесс Тобиас. В итоге, группа остановилась на кандидатуре Дэйва Наварро, который принял предложение присоединиться к группе. |                       |                           |                                   |
| 15 января 1993 | Сан-Паулу             | Бразилия                  | Hollywood Rock Festival           |
| 22 января 1993 | Рио-де-Жанейро        | Бразилия                  | Hollywood Rock Festival           |
| 25 января 1993 | Буэнос-Айрес          | Аргентина                 | Estadio Obras Sanitarias          |
| 26 января 1993 | Буэнос-Айрес          | Аргентина                 | Estadio Obras Sanitarias          |
| 9 февраля 1993 | Новый Орлеан          | Соединённые Штаты Америки | The Quad                          |
| 24 февраля 1993 | Лос-Анджелес          | Соединённые Штаты Америки | Shrine Auditorium                 |
| 25 июня 1993 | Гластонбери           | Англия                    | Glastonbury Festival (ОТМЕНЁН)    |
| 26 июня 1993 | Дублин                | Ирландия                  | Dalymount Park (ОТМЕНЁН)          |
| 4 июля 1993 | Роскилле              | Дания                     | Roskilde Festival (ОТМЕНЁН)       |
| 5 июля 1993 | Стокгольм             | Швеция                    | Sjöhistoriska museet (ОТМЕНЁН)    |
| 10 июля 1993 | Санкт-Гоарсхаузен     | Германия                  | Bizarre Festival (ОТМЕНЁН)        |
| 14 августа 1993 | Виннипег              | Канада                    | Glimby Park (ОТМЕНЁН)             |

## Группы «на разогреве»
| - 7 Year Bitch - Buglamp - Эксин Червенка - The Family Stand - Fishbone - The Fluid - Freshly Squeezed - Джоан Джетт | - L7 - Mudhoney - Nirvana - Pearl Jam - Porno for Pyros - Primus - Rollins Band - Smashing Pumpkins - X |

## Список песен
| The Red Hot Chili Peppers - "Get Up and Jump" - "Green Heaven" - "Mommy Where's Daddy?" - "Out in L.A." Freaky Styley - "Blackeyed Blonde" - "Catholic School Girls Rule" - "Freaky Styley" - "Hollywood (Africa)" (The Meters) - "Nevermind" - "Thirty Dirty Birds" - "Yertle the Turtle" The Uplift Mofo Party Plan - "Backwoods" - "Funky Crime" - "Love Trilogy" - "Me and My Friends - "Organic Anti-Beat Box Band" - "Party on Your Pussy" - "Skinny Sweaty Man" - "Subterranean Homesick Blues" (Bob Dylan) Mother's Milk - "Higher Ground" (Stevie Wonder) - "Magic Johnson" - "Nobody Weird Like Me" - "Pretty Little Ditty" (tease) - "Sexy Mexican Maid" (tease) - "Stone Cold Bush" - "Subway to Venus" | Blood Sugar Sex Magik - "Blood Sugar Sex Magik" - "Breaking the Girl" - "Funky Monks" - "Give it Away" - "I Could Have Lied" - "If You Have to Ask" - "My Lovely Man" - "The Greeting Song" (tease) - "The Power of Equality" - "Sir Psycho Sexy" - "Suck My Kiss" - "They're Red Hot" (Robert Johnson) - "Under the Bridge" Other (non-album songs) - "Castles Made of Sand (Jimi Hendrix) - "Fela's Cock" - "Search and Destroy" |

- "After Hours" (Velvet Underground)
- "Anarchy In The U.K." (Sex Pistols)
- "Atomic Dog" (Parliament Funk)
- "Bullet Proof" (George Clinton)
- "Cosmic Slop" (Parliament Funkadelic)
- "Crosstown Traffic" (Jimi Hendrix)
- "Dazed And Confused" (Led Zeppelin)
- "Fopp" (Ohio Players)
- "Gimmie Gimmie Gimmie" (Black Flag)
- "Good God" (James Brown)
- "Good To Your Earhole" (Parliament Funkadelic)
- "Happy #12 & #35" (Thelonious Monster)
- "Heard It On The X" (ZZ Top)
- "If You Got Funk, You Got Style" (Parliament Funkadelic)
- "My Automobile" (Parliament Funkadelic)
- "The Needle And The Damage Done" (Neil Young)
- "New Age" (Velvet Underground)
- "No Head No Backstage Pass" (Parliament Funkadelic)
- "Orange Claw Hammer" (Captain Beefheart)
- "Poptones" (Public Image Ltd)
- "Pot Sharing Tots" (George Clinton)
- "Rapper's Delight" (Sugar Hill Gang)
- "Red Hot Mama" (Parliament Funkadelic)
- "Sammy Hagar Weekend" (Thelonious Monster)
- "Standing On The Verge Of Getting It On" (Parliament Funkadelic)
- "Sunday Morning" (Velvet Underground)
- "Sweet Jane" (Velvet Underground)
- "Ten To Butter Blood Voodoo" (John Frusciante)
- "What Is Soul?" (Parliament Funkadelic)